# Franz Mailer
Franz Mailer (* 21. September 1920 in Wien; † 15. Jänner 2010 in Waidhofen an der Ybbs) war ein österreichischer Musikschriftsteller und -Kritiker.

## Leben
Nach einem nicht beendeten Studium der Kunstgeschichte und Musikwissenschaft an der Universität Wien war Mailer zunächst Mitarbeiter der Österreichischen Kulturvereinigung, bis 1963 dann journalistisch und beim Rundfunk aktiv.
Danach wechselte Mailer zum Bayerischen Rundfunk, zum WDR in Köln und zum Süddeutschen Rundfunk. Anschließend legte er in Waidhofen an der Ybbs ein Archiv zur Kulturgeschichte Wiens im 19. Jahrhundert an.
Seit 1992 wirkte Mailer als Präsident der Johann-Strauss-Gesellschaft Wien. Er begründete die wissenschaftlichen Gesamtausgaben von Johann und Josef Strauss. Er war auch Berater bei Aufnahmen der Kompositionen der Strauss-Dynastie.
Schließlich publizierte Mailer Dokumentar-Biographien und Werkverzeichnisse der Strauss-Brüder und wirkte bei der Programmauswahl der Neujahrskonzerte der Wiener Philharmoniker mit.

## Veröffentlichungen (Auswahl)
- Das Kleine Johann Strauss-Buch 1975
- Joseph Strauss. Genie wider Willen 1977
- Johann Strauss (Sohn). Leben und Werk in Briefen und Dokumenten (zehn Bände, 1983–2009)
- Oscar Straus. Weltbürger der Musik 1985
- Joseph Strauss. Kommentiertes Werkverzeichnis 2002

## Ehrungen
- 1981: Österreichisches Ehrenkreuz für Wissenschaft und Kunst
- 1983: Silberne Ehrenmedaille der Stadt Wien
- 1999: Goldenes Ehrenzeichen für Verdienste um das Land Wien
- 2000: Österreichisches Ehrenkreuz für Wissenschaft und Kunst I. Klasse
- Franz-Schalk-Medaille der Wiener Philharmoniker
- Goldenes Ehrenzeichen für Verdienste um das Land Niederösterreich